# V533 Herculis
Binaire spectroscopique
Nova
Variable cataclysmique
Source de proche infrarouge (d)

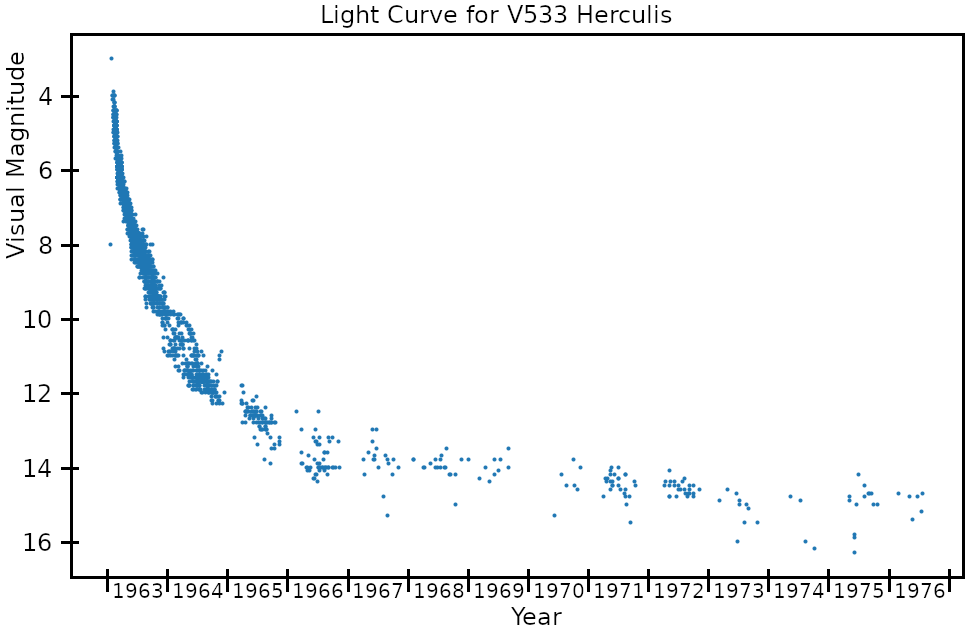
Courbe de lumière en bande visible de V533 Herculis, tracée avec les données de l'AAVSO.

V533 Herculis (ou Nova Herculis 1963) était une nova qui survint en 1963 dans la constellation d'Hercule. Elle atteignit une magnitude minimale (correspondant à une luminosité maximale) de 3.

## Coordonnées
- Ascension droite : 18h 14m 19s.98
- Déclinaison : +41° 51' 23".2